# Jeanne-Marie Aynard
Jeanne-Marie Aynard (París; 1907-2002) fue una filóloga, epigrafista e historiadora francesa.

## Biografía
Nacida en el seno de una familia burguesa residente en París, muy pronto manifestó una gran independencia y curiosidad por todo lo que le rodeaba. Después de sus estudios secundarios y la Primera Guerra Mundial (1914-1918), Aynard se interesó tanto por la historia como por el derecho y cursó estudios universitarios, obteniendo la licenciatura en ambas disciplinas. En 1935, prestó juramento en el Colegio de Abogados de París trabajando como abogada. 
Poco tiempo después, volvió a la universidad donde realizó estudios sobre lengua asiria y babilonia dirigidos por los profesores René Labat y Jean Nougayrol en la Ecole des Hautes Etudes en la Sorbona. Simultáneamente se inscribió en la Ecole du Louvre realizando el curso de Arqueología Oriental impartido por los profesores Georges Countenau y André Parrot, ambos Conservadores en el Departamento de Antigüedades Orientales del Museo del Louvre. Fue la primera mujer arqueóloga en trabajar en la Misiones Arqueológicas de Oriente Medio.
Después de la Segunda Guerra Mundial (1939-1945), ingresó en el Departamento de Antigüedades Orientales como Jefa de Misión en 1946, donde gestionó la llegada de objetos patrimoniales provenientes de varios castillos provinciales donde habían sido guardados durante la contienda y exponerlos en vitrinas. En 1947, su profesor Jean Nougayrol fue nombrado Conservador del Departamento de Antigüedades Orientales del Museo del Louvre para el estudio de textos orientales y eligió a J. M. Aynard como colaboradora técnica, un puesto dependiente del recién creado Centre National de la Recherche Scientifique (CNRS). Permaneció allí hasta 1952. Durante este tiempo, su labor se centró en la creación de un archivo de los miles de objetos del departamento, tarea que fue una herramienta indispensable en la labor de conservación durante medio siglo.
Más tarde se produjo un cambio profesional, acercándose al periodismo y se incorporó como cronista de bolsa en el periódico The Economy, demostrando, su capacidad de adaptación intelectual. Sin embargo, en 1955 volvió a la escritura cuneiforme, y reanudó su trabajo como ayudante de Jean Nougayrol en el CNRS, sin interrupción hasta 1972, año de su retiro. Durante estos años, impartió conferencias para estudiantes de la Ecole du Louvre sobre los objetos orientales que se conservaban en el Departamento de Antigüedades Orientales. 
Se graduó en la Ecole des Hautes Etudes en la Sorbona gracias al estudio, transcripción, traducción y autografía de un prisma de Assurbanipal, conservado en el Museo del Louvre. Sus estudios fueron objeto de publicación en 1957, Le prisme du Louvre AO 19.339. Fue el inicio de la publicación de una serie de artículos como Las uñas de barro del Museo del Louvre (1960), El Juicio de los Muertos entre los Asirio-Babilonios (1961), Conchas mesopotámicas (1966) o Mitos y creencias en Sumeria, Asiria y Babilonia (1983). Junto con Jean Nougayrol, publicó Mesopotamia en 1965.
Gran viajera, se sintió atraída por África y no fue hasta 1976 cuando viajó a Irak, con ocasión de un viaje ofrecido por la Ecole du Louvre guiado por Lucienne Laroche. En este viaje descubriría el Museo de Bagdad y los sitios arqueológicos de Babilonia, Assur, Khorsabad y Nimrud.